# Persons Unknown
Persons Unknown ou Captifs au Québec est une série télévisée américaine en treize épisodes de 42 minutes, créée par Christopher McQuarrie et diffusée entre le 7 juin et le 28 août 2010 sur le réseau NBC.
Au Québec, la série est diffusée depuis le 15 mars 2011 sur Ztélé, en France depuis le 4 avril 2011 sur TPS Star, en Belgique depuis le 25 mai 2014 sur Plug RTL. Néanmoins, elle reste inédite dans les autres pays francophones.

## Synopsis
Sept personnes, étrangères les unes aux autres, se retrouvent dans une ville déserte sans savoir comment elles sont arrivées là. Des caméras de surveillance épient chacun de leurs mouvements, interdisant toutes tentatives d'évasion. Pour faire face aux multiples difficultés qu'elles rencontrent, ces personnes doivent unir leurs forces afin de survivre.
Pendant ce temps, un journaliste de San Francisco toujours à la recherche d'un scoop, commence à enquêter sur la disparition de ces personnes…

## Distribution

### Les Captifs
- Jason Wiles (VF : Ludovic Baugin) : Joe Tucker
- Daisy Betts (VF : Hélène Bizot) : Janet Cooper
- Chadwick Boseman (VF : Frantz Confiac) : Sergent Graham McNair
- Tina Holmes (VF : Catherine Desplaces) : Moira Doherty
- Kate Lang Johnson (en) (VF : Laëtitia Lefebvre) : Tori Fairchild
- Kandyse McClure (VF : Caroline Bourg) : Erika Taylor / Theresa Randolph (9 épisodes)
- Sean O'Bryan (en) (VF : Thierry Kazazian) : Bill Blackham
- Alan Ruck (VF : Laurent Morteau) : Charlie Morris
- Lola Glaudini (VF : Julie Dumas) : Kat Damatto

### Les Autres
- Gerald Kyd (en) (VF : Arnaud Arbessier) : Mark Renbe
- Andy Greenfield (VF : Yann Pichon) : Neal (11 épisodes)
- Michael Harney (VF : Gabriel Le Doze) : Sam Edick (7 épisodes)
- Reggie Lee (VF : Fabien Jacquelin) : Tom (7 épisodes)
- Joanna Lipari : Angela Barragan (6 épisodes)
- Alan Smyth : Liam Ulrich (6 épisodes)
- James Read (VF : Pascal Germain) : Franklin Fairchild (6 épisodes)
- Carlos Lacámara (en) (VF : Olivier Rodier) : Inspecteur Robert Gomez (5 épisodes)
- Lee Purcell (en) (VF : Ève Lorach) : Eleanor Sullivan (5 épisodes)
- Maria Norris (VF : Lucille Boudonnat) : Megan Cooper (4 épisodes)
- Victor Alfieri (VF : Julien Chatelet) : Stefano D'Angelo (3 épisodes)

Version française
- Société de doublage : Dub'Club
- Direction artistique : Mélody Dubos
- Adaptation des dialogues : Xavier Varaillon, Olivier Le Treut, Sabrina Boyer et Tim Stevens

 Source et légende : version française (VF) sur RS Doublage et Doublage Séries Database

## Production
Le projet de Christopher McQuarrie est d'abord passé en considération par la chaîne Sci Fi Channel en avril 2006. La série est produite par la firme internationale de Fox Television Studios en co-production avec Rai en Italie et Televisa au Mexique, lieu de tournage des treize épisodes à partir d'octobre 2008.
Le 16 juillet 2009, NBC achète la série, dont le tournage venait de se terminer. La série deviendra finalement une série estivale.
Le 30 juin 2010, après de basses audiences des quatre premiers épisodes, NBC déplace la série dans la case du samedi soir. Le onzième épisode n'a pas été diffusé à la télé, mais a été mis en ligne après la diffusion de l'épisode précédent. Les deux derniers épisodes ont été diffusés le même soir. Certaines stations locales du réseau NBC (dont New York, Détroit et Seattle) ont présenté des matchs de football d'avant-saison à la fin août, au lieu des trois derniers épisodes de la série.

## Épisodes
Attention, certains épisodes ont bénéficié de titres francophones différents lors de leur diffusion au Québec. Ils sont précisés en second le cas échéant.
1. Bienvenue en enfer / L'Enlèvement (Pilot)
2. De l'autre côté / Les Secrets (The Edge)
3. Par delà ce chemin / Le Largage (The Way Through)
4. Première Sortie (Exit One)
5. Nouvelle Recrue / La Nouvelle Invitée (Incoming)
6. Toute la vérité / La Vérité (The Truth)
7. Confessions / La Confession (Smoke and Steel)
8. Sauvés (Saved)
9. Effets résiduels (Static)
10. Passé recomposé / Le Passé (Identify)
11. Les Sept Sacrifices / Le Retour (Seven Sacrifices)
12. Découvertes / La Découverte (And Then There Was One)
13. Évasion / L'Évasion (Shadows in the Cave)